# Гриффитс, Ли
Ли Гри́ффитс (англ. Leigh Griffiths; 20 августа 1990, Эдинбург) — шотландский футболист, нападающий клуба «Фалкирк». Ранее играл за «Вулверхэмптон», «Ливингстон», «Данди», «Хиберниан» и «Селтик». Вызывался в сборные Шотландии до 19 лет, до 21 года, вторую и главную национальные сборные Шотландии.

## Карьера

### Клубная карьера
Ли Гриффитс начал заниматься футболом в родном районе Эдинбурга Лит, играя в местной молодёжной команде «Лит Атлетик». Вместе с ней стал обладателем Кубка Шотландии до 12 лет. Позже некоторое время даже числился в академии «Хиберниана», где правда не задержался по причине конфликта с одноклубниками, последней его командой на молодёжном уровне стал «Фалкирк», но там он также не заиграл. Дебют Ли в большом футболе произошёл в «Ливингстоне», в 16 лет он вышел на замену в матче с «Эйрдри Юнайтед» 30 декабря 2006 года. В 2009 году Гриффитс мог оказаться в «Вест Бромвич Альбион», но переход сорвался из-за смены тренера англичан. Всего за «Ливингстон» Ли сыграл 47 матчей, оформив 22 гола. 25 июня 2009 года за 125 тысяч фунтов Гриффитс перешёл в «Данди», отклонив при этом предложение от «Харт оф Мидлотиан». В сезоне 2009/10 годов своими тремя голами помог «Данди» выиграть Кубок вызова.
На момент перехода в «Вулверхэмптон Уондерерс» Гриффитс провёл 47 матчей за «Данди», забив 21 гол. 27 января 2011 года он стал игроком «волков», цена трансфера составила около 150 тысяч фунтов. Но в Англии пробиться в основной состав ему не удалось, и в 2011 году он поехал в свою первую аренду в «Хиберниан», в академии которого начинал когда-то играть в футбол. Изначально его аренда была рассчитана на полгода, но в январе была продлена до окончания сезона. В Эдинбурге Ли оброс скандалами, трижды он отмечался неприличными жестами на поле, так же были новости о якобы драке Гриффитса с наставником «хибс», Пэтом Фенлоном, но они были опровергнуты клубом.
По окончании аренды Гриффитс вернулся в «Вулверхэмптон», но уже в следующем сезоне снова поехал в аренду в «Хиберниан», на этот раз на полгода (до января). В январе стало известно, что Ли останется в «Хиберниане» до конца сезона.
В июне 2013 года Гриффитс вернулся в вылетевший в Первую лигу «Вулверхэмптон» и после разговора с новым главным тренером команды Кенни Джекеттом принял решение остаться. 16 июля он забил свой первый гол в футболке «Вулвз», поразив ворота «Рексема» в товарищеском матче и принеся клубу победу со счетом 1:2. Вскоре Ли получил футболку с игровым номером 9.
К январю 2014 года Гриффитс стал лучшим бомбардиром «Вулвз» в сезоне с тринадцатью голами, что привлекло внимание «Селтика».
31 января «Вулвз» приняли предложение от «Селтика» по поводу трансфера Ли Гриффитса. По сообщениям СМИ, сумма трансфера составила 1 миллион фунтов стерлингов. В этот же день Гриффитс подписал четырехлетний контракт с «Селтиком».

#### «Селтик»
22 февраля 2014 года Гриффитс забил свой первый гол за «Селтик» в матче против «Харт оф Мидлотиан». Гриффитс по итогу закончил сезон с 7 голами за 14 игр.
В апреле Шотландская футбольная ассоциация направила Гриффитсу уведомление о жалобе после того, как он был заснят на видео, поющим о финансовом состоянии «Харт оф Мидлотиан» во время матча. Он извинился перед «Харт оф Мидлотиан» и был дисциплинарно наказан «Селтиком». Затем были обнародованы видеозаписи, на которых он скандировал в эдинбургском пабе, что бывший игрок «Харт оф Мидлотиан» Руди Скацел является «беженцем», что привело к расследованию со стороны «Селтика», Шотландской футбольной ассоциации и полиции Шотландии. 
В январе 2015 года Гриффитсу было предъявлено обвинение в правонарушении, связанном с инцидентом в эдинбургском пабе, в соответствии с Законом об оскорбительном поведении на футболе. В сентябре по итогу расследования Шотландская футбольная ассоциация условно дисквалифицировала нападающего «Селтика» Ли Гриффитса на 2 матча и наложила на футболиста штраф в размере 2500 фунтов. Ранее «Селтик» оштрафовал игрока на 4 недельных зарплаты.
В первые пару месяцев следующего сезона новый главный тренер «Селтика» Ронни Дейла использовал Гриффитса в основном в качестве запасного игрока. В сентябре Гриффитс вообще не играл за первую команду и был переведен в клуб «Хиберниан». Ронни Дейла объяснил свое решение тем, что Гриффитсу необходимо улучшить свою физическую форму.
Гриффитс вернулся в первую команду в октябре, снова выходя на замену в матчах. Он забил дважды в победном матче против «Партик Тистл» в четвертьфинале Кубка Лиги. После Нового года он стал чаще выходить на поле, а 1 февраля 2015 года открыл счет в победном матче с «Рейнджерс» в полуфинале Кубка Лиги, но был удален за празднование гола. В следующих десяти матчах за «Селтик» он забил шесть голов.
15 апреля Гриффитс оформил хет-трик, выйдя на замену во втором тайме в матче с «Килмарноком». Дейла назвал его игру «потрясающей», похвалив как за забитые мячи, так и за общий вклад в команду. Дейла также отметил улучшение его физической формы.
В конце сезона на счету Гриффитса было 20 забитых мячей.
19 августа 2015 года Гриффитс оформил дубль в ворота шведского «Мальмё» в победном матче на «Селтик Парк» в первом матче квалификации Лиги чемпионов.
«Селтик» не смог квалифицироваться в Лигу чемпионов, опустившись в Лигу Европы, но Гриффитс продолжал регулярно забивать. К началу октября он забил 10 голов в 18 внутренних и международных турнирах. 18 декабря Ли Гриффитс подписал новый контракт с «Селтиком» до 2021 года. Он прокомментировал ситуацию с клубом: «Я не вижу причин, по которым мне действительно нужно покидать этот клуб. Это больший клуб, чем три четверти английской Премьер-лиги». Он также признал, что в последние годы стал более зрелым: «Если вы посмотрели бы на меня раньше, то увидели бы, что я совершал глупые поступки вне поля, но сейчас я немного успокоился, и мне пришлось это сделать, потому что я почти смотрел в лицо выходу».
15 января 2016 года Гриффитс забил свой 50-й гол за «Селтик», открыв счет в матче с «Данди Юнайтед». Он стал самым быстрым игроком «Селтика», достигшим этой отметки со времен Чарли Николаса, достигнув этого показателя за меньшее количество игр, чем Хенрик Ларссон и Джон Хартсон. Он закончил сезон с 40 голами во всех соревнованиях за «Селтик», став первым игроком, которому это удалось со времен Ларссона в сезоне 2003/2004.
Гриффитс стал ключевым игроком в пятом подряд чемпионском титуле «Селтика», забив 31 гол в чемпионате. Благодаря своей форме в течение сезона он получил награды «Игрок года» по версии по версии футболистов Шотландской профессиональной футбольной ассоциации, Шотландской ассоциации футбольных журналистов и был назван «Игроком года» Шотландской премьер-лиги.
Гриффитс открыл свой счет голам в сезоне 2016-17 во втором матче второго квалификационного раунда Лиги чемпионов против «Линкольн Ред Импс». Он также забил дважды в победном матче над клубом «Хапоэль».
После возвращения после травмы Гриффитсу было трудно вернуться в стартовый состав команды из-за формы Муссы Дембеле.
После травмы Дембеле в полуфинале Кубка Шотландии против «Рейнджерс» Гриффитс вернулся в первую команду и помог «Селтику» завершить сезон без поражений в турнирах и завоевать требл.
В первом отборочном матче Лиги чемпионов УЕФА в сезоне 2017-18 против «Линфилда» в Белфасте, Гриффитс получил желтую карточку за задержку времени после того, как подобрал стеклянную бутылку, брошенную в него с фанатского сектора, и показал ее судье. По окончании матча (который его команда выиграла) Гриффитс ответил на враждебный настрой фанатов «Линфилда», привязав шарф «Селтика» к стойкам ворот. После этого комиссия УЕФА не только подтвердила удаление, но и заявила о намерении дополнительно наказать Гриффитса за жест с шарфом, который, по их мнению, был провокационным по отношению к болельщикам хозяев.
23 сентября 2017 года Гриффитс забил гол в гостевом матче против «Рейнджерс».Он отпраздновал свой забитый гол с шарфом, брошенным на поле болельщиками «Селтика», и попал в заголовки газет за то, что якобы высморкался об угловой флажок.

### Сборная Шотландии
В 2008 году Гриффитс получил первый вызов в юношескую сборную Шотландии, став её постоянным игроком и сыграв шесть матчей, единожды поразив ворота соперника. В том же году вызывался и в молодёжную сборную, позже стал получать вызовы регулярно, сыграв за неё 11 раз и забив три гола. В 2009 году сыграл свой единственный матч за Вторую сборную Шотландии, в котором забил один мяч. В октябре 2012 года получив первый вызов в сборную Шотландии, дебютировав 14 ноября в игре с Люксембургом.

## Достижения

### Командные
«Данди»
- Обладатель Шотландского Кубка вызова: 2009/10

«Хиберниан»
- Финалист Кубок Шотландии: 2012, 2013

«Селтик»
- Чемпион Шотландии (7): 2013/14, 2014/15, 2015/16, 2016/17, 2017/18, 2018/19, 2019/20
- Обладатель Кубка шотландской лиги (4): 2014/15, 2016/17, 2017/18, 2018/19
- Обладатель Кубка Шотландии (2): 2016/17, 2017/18

### Личные
- Игрок года в шотландской Премьер-лиге: 2012/13[45].
- Игрок года в Шотландии по версии журналистов (2): 2012/13[46], 2015/16
- Игрок года в Шотландии по версии футболистов: 2015/16
- Игрок года клуба «Селтик»: 2015/16
- Игрок месяца в шотландской Премьер-лиге (2): август 2012[47], февраль 2013[48].
- Молодой игрок года в Шотландии: 2012/13[49]
- Молодой игрок в шотландской Премьер-лиге (6): март 2008, август 2008, март 2009, сентябрь 2009, октябрь 2009, ноябрь 2010